# Este corazón
«Este Corazón» es el cuarto y último sencillo del segundo álbum de estudio del grupo pop mexicano RBD Nuestro Amor. Aunque no había sido oficialmente lanzado en los EE. UU., logró éxitos en el Billboard Hot Latin Tracks en el número 10.

## Antecedentes
La canción fue lanzada en marzo del 2006 en las estaciones de radio mexicanas. A pesar de tener una versión en portugués, solamente se utilizaba como tema de la telenovela y no fue lanzada en las radios en Brasil. 

## Video musical
El 14 de febrero de 2006, los productores del programa sorprendieron a la audiencia con el estreno del nuevo video de los títulos principales con la banda interpretando la canción "Este Corazón"  .

## Recepción
Se ha convertido en un éxito en la radio en EE. UU., ya que ha sido nombrado 'Hot Shot' de la Hot Latin Songs de Billboard.com el 13 de junio de 2006, cuando subió 57 puntos, del #96 al #39, ¡en una semana! Alcanzó su punto máximo en el Hot Latin Tracks Chart en el número 10.
Fue nominado por el público como una de las canciones más románticas durante un año en los "Premios Juventud" de Univisión, que salieron al aire el 13 de julio de 2006.

## Posicionamiento
| Listas (2006)                | Mejor posición                 |
| ---------------------------- | ------------------------------ |
| US Billboard Latin Songs     | 10                             |
| US Billboard Latin Pop Songs | 3                              |
| México                       | #1 (2 semanas no consecutivas) |
| Brasil                       | #1                             |
| España                       | 2                              |
| Perú                         | 4                              |
| Colombia                     | 2                              |
| Chile                        | 5                              |
| Ecuador                      | 10                             |
| Argentina                    | 9                              |
| Venezuela                    | 13                             |

## Premios Juventud
| Año  | Categoría          | Nominación   | Resultado |
| ---- | ------------------ | ------------ | --------- |
| 2006 | Canción Cortavenas | Este Corazón | Ganadora  |